# اللغة التركية الخوارزمية
اللغة التركية الخوارزمية هي لغة أتراكية كانت تعتبر من اللغات الأدبية للقبيلة الذهبية في القرون الوسطى في آسيا الوسطى وأوروبا الشرقية. كانت هذه اللغة هي البداية للغة ظهرت لاحقا وهي اللغة الجغتائية، والتي بدورها كانت لغة مهمة في آسيا الوسطى حتى القرن العشرين. يعود أصل اللغة الخوارزمية إلى الفرع القارلوقي من اللغة التركية القديمة القادمة من المناطق الشرقية، مع العديد من الكلمات المحلية المشتقة من لغتي الأوغوز والقبجاق.

## ترجمة
- كلستان.[3]
- قصص الأنبياء [4]